# Résolution 200 du Conseil de sécurité des Nations unies
Membres permanents
- Chine (Taïwan)
- États-Unis
- France
- Royaume-Uni
- URSS

Membres non permanents
- Bolivie
- Côte d'Ivoire
- Jordanie
- Malaisie
- Pays-Bas
- Uruguay

Résolution no 199 Résolution no 201
La Résolution 200 est une résolution du Conseil de sécurité des Nations unies adoptée le 15 mars 1965, dans sa 1139e séance, concernant la république de Gambie et qui recommande à l'Assemblée générale des Nations unies d'admettre ce pays comme nouveau membre.

## Vote
La résolution a été approuvée à l'unanimité.

## Contexte historique
À son apogée, au XIVe siècle, l'empire du Mali s'étendait jusqu'en Gambie.
En 1455, les Portugais installent des comptoirs le long du fleuve Gambie à partir duquel ils organisent la traite des Noirs. En 1723, la Compagnie britannique d'Afrique achète de la terre en Gambie.
Dès 1816, les Britanniques occupent ce petit territoire enclavé dans le Sénégal, et les Français n'arriveront pas à les en déloger. Après 1889 et un accord avec la France, le pays devient en 1894 un protectorat britannique.
La Gambie acquiert son indépendance en 1965 et Dawda Jawara en devient le premier président.
La Gambie est unie au Sénégal de 1982 à 1989 dans une confédération de Sénégambie. (issu de l'article Gambie).
À la suite de cette résolution ce pays est admis à l'ONU le 21 septembre 1965,

## Texte
- Résolution 200 Sur fr.wikisource.org
- Résolution 200 Sur en.wikisource.org